# لمور موشی کلیر
 لمور موشی کلیر (نام علمی: Microcebus mamiratra) نام یک گونه از سرده لمورهای موشی است.